# Division 1 i volleyboll för damer 2023/2024
Division 1 i volleyboll för damer 2023/2024 spelades mellan 24 september 2022 och 26 mars 2023 (grundserien). Bägge serierna innehöll 10 lag. Inget lag i någon av serier uttryckte intresse för spel i Elitserien varför det inte skedde något kval uppåt. Lag på plats 1-4 har rätt att delta i kval.

## Tabeller

### Norra
Vallentuna vann serien, vilket de gjort flera år i rad, men valde som tidigare år att inte delta i kvalet till Elitserien.
| Pos | Lag               | M  | V  | F  | P  | SV | SF | SK    | BV   | BF   | BK    |
| --- | ----------------- | -- | -- | -- | -- | -- | -- | ----- | ---- | ---- | ----- |
| 1   | Vallentuna Volley | 18 | 18 | 0  | 52 | 54 | 11 | 4,909 | 1554 | 1252 | 1,241 |
| 2   | Stöcke IF         | 18 | 15 | 3  | 46 | 47 | 18 | 2,611 | 1516 | 1311 | 1,156 |
| 3   | Norsjö Volley     | 18 | 10 | 8  | 35 | 37 | 28 | 1,321 | 1478 | 1388 | 1,065 |
| 4   | Södermalms VBK    | 18 | 10 | 8  | 31 | 41 | 32 | 1,281 | 1582 | 1520 | 1,041 |
| 5   | Uppsala VBS       | 18 | 10 | 8  | 33 | 37 | 33 | 1,121 | 1582 | 1507 | 1,050 |
| 6   | Sollentuna VK B   | 18 | 9  | 9  | 28 | 36 | 36 | 1,000 | 1524 | 1555 | 0,980 |
| 7   | Solna VBK         | 18 | 9  | 9  | 32 | 33 | 36 | 0,917 | 1483 | 1467 | 1,011 |
| 8   | Jomala IK         | 18 | 4  | 14 | 22 | 22 | 44 | 0,500 | 1333 | 1498 | 0,890 |
| 9   | Västerås VBK      | 18 | 3  | 15 | 21 | 17 | 48 | 0,354 | 1270 | 1503 | 0,845 |
| 10  | Spårvägens VBK    | 18 | 2  | 16 | 20 | 12 | 50 | 0,240 | 1138 | 1459 | 0,780 |

### Södra
| Pos | Lag             | M  | V  | F  | P  | SV | SF | SK    | BV   | BF   | BK    | Kvalificering        |
| --- | --------------- | -- | -- | -- | -- | -- | -- | ----- | ---- | ---- | ----- | -------------------- |
| 1   | RIG Falköping B | 18 | 14 | 4  | 41 | 47 | 21 | 2,238 | 1565 | 1405 | 1,114 |                      |
| 2   | Kronan VBK      | 18 | 12 | 6  | 36 | 42 | 28 | 1,500 | 1560 | 1491 | 1,046 |                      |
| 3   | KFUM Jönköping  | 18 | 11 | 7  | 31 | 37 | 31 | 1,194 | 1502 | 1464 | 1,026 |                      |
| 4   | Engelholms VS B | 18 | 10 | 8  | 31 | 41 | 36 | 1,139 | 1673 | 1638 | 1,021 |                      |
| 5   | Svedala Volley  | 18 | 9  | 9  | 29 | 37 | 33 | 1,121 | 1569 | 1525 | 1,029 |                      |
| 6   | Göteborg VBK B  | 18 | 9  | 9  | 29 | 37 | 36 | 1,028 | 1580 | 1605 | 0,984 |                      |
| 7   | Ljungby Volley  | 18 | 8  | 10 | 23 | 34 | 37 | 0,919 | 1524 | 1563 | 0,975 |                      |
| 8   | Lunds VK B      | 18 | 8  | 10 | 20 | 31 | 44 | 0,705 | 1581 | 1626 | 0,972 |                      |
| 9   | IK Ymer         | 18 | 5  | 13 | 16 | 27 | 47 | 0,574 | 1543 | 1665 | 0,927 |                      |
| 10  | Eneryda Volley  | 18 | 4  | 14 | 14 | 27 | 47 | 0,574 | 1516 | 1631 | 0,929 | Kval till division 1 |

## Kval till division 1

### Södra
| Pos | Lag             | M | V | F | P | SV | SF | SK    | BV  | BF  | BK    |
| --- | --------------- | - | - | - | - | -- | -- | ----- | --- | --- | ----- |
| 1   | Eneryda Volley  | 2 | 2 | 0 | 6 | 6  | 1  | 6,000 | 172 | 145 | 1,186 |
| 2   | Malmö VBK       | 2 | 1 | 1 | 3 | 3  | 4  | 0,750 | 151 | 161 | 0,938 |
| 3   | Trollhättans VK | 2 | 0 | 2 | 0 | 2  | 6  | 0,333 | 169 | 186 | 0,909 |

### Norra
| Pos | Lag             | M | V | F | P | SV | SF | SK    | BV  | BF  | BK    |
| --- | --------------- | - | - | - | - | -- | -- | ----- | --- | --- | ----- |
| 1   | Sollentuna VK D | 2 | 1 | 1 | 4 | 5  | 4  | 1,250 | 202 | 173 | 1,168 |
| 2   | KFUM Skellefteå | 2 | 1 | 1 | 3 | 5  | 5  | 1,000 | 202 | 207 | 0,976 |
| 3   | Lidingö SK      | 2 | 1 | 1 | 2 | 4  | 5  | 0,800 | 173 | 197 | 0,878 |

## Fotnoter
1. ↑  ”Glädjebeskedet: Lindesberg Volley hänger kvar i elitserien”. Nerikes Allehanda. 10 februari 2024. https://www.na.se/2024-02-10/gladjebeskedet-lindesberg-volley-hanger-kvar-i-elitserien. Läst 15 juni 2024.
2. ↑  ”Tävlingsbestämmelser 2024/2025”. Svenska volleybollförbundet. https://www.volleyboll.se/download/18.2a1e589b18f0fafcd5e326d/1713966953853/T%C3%A4vlingsbest%C3%A4mmelser%20volleyboll%202024-25_uppdaterad%202024-04-24.pdf.
3. ↑  ”Vallentuna Volley går mot seriesegern”. Vallentuna Nya. 8 februari 2024. https://vallentunanya.se/sport/vallentuna-volley-gaar-mot-seriesegern/2286. Läst 15 juni 2024.